# Naomi Lareine
Naomi Lareine (* 17. Januar 1994 als Naomi Bruderer) ist eine Schweizer R&B-Sängerin. Sie lebt in Zürich.

## Werdegang
Lareines Vater kommt aus der Schweiz, ihre Mutter stammt aus Senegal und Mauretanien. Sie wuchs in Wallisellen, Dübendorf, Bern und Zürich auf. Bereits im Primarschulalter brachte sie sich selbst das Pianospielen bei und nahm mit 16 Jahren Gesangsunterricht an der Female Vocal Performance School.
In der Primarschule in Wallisellen wurde sie gemobbt – aus rassistischen sowie sexistischen Gründen, wie sie selbst vermutet. Deswegen habe sie sich oft geprügelt. Als Kind spielte sie erst Eishockey. Ihr Vater Martin Bruderer war als Verteidiger Eishockey-Profi beim EHC Kloten. Ab zwölf Jahren spielte sie Fussball, bis kurz vor ihrem 19. Lebensjahr. Sie war Verteidigerin beim Grasshopper Club Zürich. Zudem gehörte sie der Schweizer U19-Nationalmannschaft an.
Lareine wurde vom albanischen Rapper Noizy entdeckt und durch ihre Präsenz auf seinen Social-Media-Kanälen einem breiteren Publikum bekannt. Mit dem Schweizer Rapper Stress arbeitete sie schon mehrmals zusammen: Sie war sein Supportact, stand mit ihm unter anderem auf der Bühne des Gurtenfestivals im Jahr 2019 und veröffentlichte mit ihm mehrere Songs. Lareine trat 2019 in der Rap-Show «Bounce Cypher» von SRF Virus als eine von nur fünf Rapperinnen unter insgesamt mehr als 80 Rappern auf. Im selben Jahr wurde Lareine vom Magazin Vice zu einem der heissesten «Schweizer Acts des Jahres» gekürt.
2019 outete sich Lareine als homosexuell. Seit ihrer ersten Liebesbeziehung mit einer Frau schreibt sie in ihren Songtexten nur noch über Frauen.
Ihren richtigen Nachnamen sowie ihr Alter gibt Lareine in Interviews nicht bekannt, um ihre jüngeren Geschwister zu schützen und nicht auf ihr Alter reduziert zu werden. Ihr Künstlername leitet sich vom französischen Wort «La reine» für Königin ab. Ihre Begründung: «Eine Königin weiss, was sie will. Sie ist stolz auf das, was sie ist, schützt ihre Leute und ist zugleich ein Leader. All das möchte ich darstellen.»
Im Jahre 2022 nahm Lareine an der 3. Staffel von Sing meinen Song – Das Schweizer Tauschkonzert teil.

## Privates
Lareine steht offen zu ihrer Homosexualität und gilt als Vorbild für viele queere Frauen.

## Diskografie

### Album / EPs
- 2019: Unchained
- 2024: Where Were You

### Singles

#### Als Solokünstlerin
- 2018: Sweet Latina
- 2018: Issa Vibe
- 2019: More & More
- 2019: Get It
- 2019: Stars Glow
- 2020: Save You
- 2021: Limitless
- 2021: Red Room
- 2021: Piña Colada
- 2022: In Love With A Gangster
- 2022: Fall In
- 2022: Just Met

#### Gastbeiträge
- 2019: Tell Me (mit Cella)
- 2021: Sry Not Sry (mit Mykel Costa)
- 2021: All In (mit Stress, Eaz)
- 2022: What You Say Now (mit SANTO)

#### Weitere Veröffentlichungen
- 2019: Tu le sais (mit Stress)
- 2019: La belle et la bête (mit Stress)

## Auszeichnungen und Nominierungen

### Auszeichnungen
- 2019: Schweizer Radio SRF 3 – Kategorie: «SRF 3 Best Talent» (Newcomer-Preis)[2]

### Nominierungen
- 2020: Swiss Music Awards – Kategorie: «Best Talent»[12]
- 2020: LYRICS Awards – Kategorie: «Best Breaking Act»[13]